# Loop (アルバム)
『Loop』（ループ）は、ACIDMANのメジャー2枚目のオリジナル・アルバム。2003年8月6日にVirgin Musicから発売された。メジャー4枚目のシングル「Slow View」、5枚目のシングル「リピート」収録（プレデビューシングルの三部作もカウント）。

## 収録曲
1. type-A
大木いわく「type-aggressiveかなんかの略」
2. 波、白く
5thシングル「リピート」収録曲。
3. アイソトープ
英語詞。後に『スロウレイン』にSECOND LINEバージョンとして収録。アイソトープとは同位体の事。
4. 飛光（ひこう）
4thシングル「Slow View」収録曲。タイトル通りのアップテンポの曲で、主にライヴのアンコールで演奏される。
5. Slow View
4thシングル「Slow View」収録曲。インスト。
6. リピート
5thシングル「リピート」収録曲。
7. 16185－0
インスト。「16」「18」「5」をそれぞれアルファベットの順番に当てはめると「pre」になる。pre-O、すなわち「『O』のひとつ前」という意味。
8. O（オー）
9. swayed
10. ドライド アウト
インディーズ時代から演奏されていた歴史の古い曲。
11. 今、透明か (ALBUM Ver.)
『酸化空』収録曲の再録。
12. turn around
後に『world symphony』にSECOND LINEバージョンとして収録。

## 収録内容
| 全作詞: オオキノブオ、全作曲・編曲: ACIDMAN。 |                            |              |            |      |
| #                                             | タイトル                   | 作詞         | 作曲・編曲 | 時間 |
| 1.                                            | 「type-A」                 | オオキノブオ | ACIDMAN    | 3:34 |
| 2.                                            | 「波、白く」               | オオキノブオ | ACIDMAN    | 4:06 |
| 3.                                            | 「アイソトープ」           | オオキノブオ | ACIDMAN    | 3:52 |
| 4.                                            | 「飛光」                   | オオキノブオ | ACIDMAN    | 3:45 |
| 5.                                            | 「Slow View」              | オオキノブオ | ACIDMAN    | 3:31 |
| 6.                                            | 「リピート」               | オオキノブオ | ACIDMAN    | 6:43 |
| 7.                                            | 「16185－0」               | オオキノブオ | ACIDMAN    | 3:09 |
| 8.                                            | 「O」                      | オオキノブオ | ACIDMAN    | 6:25 |
| 9.                                            | 「swayed」                 | オオキノブオ | ACIDMAN    | 4:30 |
| 10.                                           | 「ドライド アウト」        | オオキノブオ | ACIDMAN    | 3:56 |
| 11.                                           | 「今、透明か」(ALBUM Ver.) | オオキノブオ | ACIDMAN    | 5:14 |
| 12.                                           | 「turn around」            | オオキノブオ | ACIDMAN    | 5:35 |
| 合計時間:                                     | 合計時間:                  | 54:20        |            |      |